# Gyöktelenítés
A gyöktelenítés a matematikában olyan módszerek összefoglaló neve, melyek során egy törtet úgy alakítunk át (értékének megőrzése mellett), hogy nevezőjében ne szerepeljen gyökjel. Az eljárás pontosabb neve: törtek nevezőjének gyöktelenítése. Időnként a számláló gyökmentes alakra hozására is szükség van, tágabb értelemben ez is gyöktelenítés.
A gyöktelenítés általában egy megfelelő gyökös kifejezéssel történő bővítéssel és különféle nevezetes azonosságok felhasználásával történik. A gyöktelenítés egyszerűbb módszerei a magyar középfokú oktatásban szerepelnek a kötelező (általában a tizedikes osztályok számára előírt) tananyagban.

## Egyszerűbb kifejezések gyöktelenítése

### Négyzetgyöktelenítés
1. {\displaystyle {\frac {a}{m{\sqrt {b}}}}} gyöktelenítése (a,b,m ∈ Q racionális számok és m≠0, b≥0). Bővítünk a nevezőben szereplő gyökkifejezéssel:
2. {\displaystyle {\frac {a}{{\sqrt {b}}+c}}} gyöktelenítése (a,b,c ∈ Q racionális számok és b≥0). Bővítünk a nevezőben szereplő kifejezés ún. konjugáltjával, {\displaystyle {\sqrt {b}}-c}-vel, majd az
{\displaystyle (x+y)(x-y)=x^{2}-y^{2}\,}
nevezetes azonosságot alkalmazzuk:
Egy {\displaystyle {\frac {a}{{\sqrt {b}}-c}}} alakú kifejezés gyöktelenítése ugyanígy megy, csak ott {\displaystyle {\sqrt {b}}+c}-vel bővítünk.
Az utóbbi két módszer akkor is gyökteleníti a nevezőt, ha {\displaystyle c={\sqrt {d}}}, azaz maga is egy racionális szám négyzetgyöke:
{\displaystyle {\frac {a}{{\sqrt {b}}-{\sqrt {d}}}}}
hiszen a végeredményül kapott tört nevezőjében c2 szerepel.

### n-edik-gyöktelenítés
{\displaystyle {\frac {a}{\sqrt[{n}]{b}}}} gyöktelenítése (a,b ∈ R valós számok, n∈N olyan természetes szám; mely legalább kettő; és ha n páros, b≥0): bővítünk a nevezőben szereplő kifejezés n-1-edik hatványával:

### További példák
A fentebb leírt példákban előforduló kifejezések természetesen nem merítik ki az összes gyökkifejezéses nevezőjű törteket, a leírt módszerek pedig nem alkalmasak minden ilyen tört gyöktelenítésére. A kettőnél több gyök összegét tartalmazó törtek nevezőjének gyöktelenítése például több lépésben történhet a konjugálttal való bővítés és az egyszerű bővítés módszerét alkalmazva, ezeket esetleg kombinálva vagy bármelyiküket többször ismételve:
{\displaystyle {\frac {1}{{\sqrt {2}}+{\sqrt {5}}+{\sqrt {7}}}}={\frac {{\sqrt {2}}+{\sqrt {5}}-{\sqrt {7}}}{\left({\sqrt {2}}+{\sqrt {5}}+{\sqrt {7}}\right)\left({\sqrt {2}}+{\sqrt {5}}-{\sqrt {7}}\right)}}}
{\displaystyle =} 

{\displaystyle =}
{\displaystyle {\frac {{\sqrt {2}}+{\sqrt {5}}-{\sqrt {7}}}{\left({\sqrt {2}}+{\sqrt {5}}\right)^{2}-\left({\sqrt {7}}\right)^{2}}}}
{\displaystyle =}
{\displaystyle {\frac {{\sqrt {2}}+{\sqrt {5}}-{\sqrt {7}}}{\left(2+2{\sqrt {2}}{\sqrt {5}}+5\right)-7}}}
{\displaystyle =} 

{\displaystyle =}
{\displaystyle {\frac {{\sqrt {2}}+{\sqrt {5}}-{\sqrt {7}}}{\left(7+2{\sqrt {10}}\right)-7}}}
{\displaystyle =}
{\displaystyle {\frac {{\sqrt {2}}+{\sqrt {5}}-{\sqrt {7}}}{2{\sqrt {10}}}}}
{\displaystyle =} 

{\displaystyle =}
{\displaystyle {\frac {{\sqrt {20}}+{\sqrt {50}}-{\sqrt {70}}}{20}}}
Hasonlók mondhatóak, ha a nevezőben gyökjel alatt további gyökjelek szerepelnek.

## A gyöktelenítés szerepe, alkalmazásai

### Irracionális, konvergens sorozatok
A gyöktelenítés jellegzetes alkalmazása, amikor gyököt tartalmazó konvergens sorozat konvergenciáját kívánjuk igazolni. Az alábbi példában a számlálót gyöktelenítjük.
{\displaystyle \lim \limits _{n\to \infty }{\sqrt {n+1}}-{\sqrt {n}}=\lim \limits _{n\to \infty }{\frac {({\sqrt {n+1}}-{\sqrt {n}})({\sqrt {n+1}}+{\sqrt {n}})}{{\sqrt {n+1}}+{\sqrt {n}}}}=\lim \limits _{n\to \infty }{\frac {1}{{\sqrt {n+1}}+{\sqrt {n}}}}=0}

### Inverz meghatározása a számkörbővítésben
A racionális számok elsőfokú bővítéseiben az inverz elem általában a szám reciproka. Például az a + b√2 alakú számok esetén, ahol a és b racionális számok, a nemnulla a + b√2 szám inverzét a reciproka konjugálttal való bővítésével kapjuk:
{\displaystyle {\frac {1}{a+{\sqrt {2}}b}}={\frac {a-{\sqrt {2}}b}{(a+{\sqrt {2}}b)(a-{\sqrt {2}}b)}}={\frac {a-{\sqrt {2}}b}{a^{2}-2b^{2}}}}
(A √2 irracionalitásának bizonyításához hasonló módon belátható, hogy a nevező sosem lesz nulla.)
Hasonló alkalmazása van a komplex szám reciprokának kiszámításánál, amikor algebrai alakban szeretnénk az eredményt, hiszen a komplex számok teste nem más, mint a valós számtest √(-1) elemhez tartozó testbővítése. Ha a + bi nemnulla komplex szám, akkor
{\displaystyle {\frac {1}{a+bi}}={\frac {a-bi}{(a+bi)(a-bi)}}={\frac {a-bi}{a^{2}-(-1)b^{2}}}={\frac {a-bi}{a^{2}+b^{2}}}}

### Táblázatokkal történő számolás megkönnyítése
Amikor számológép nélkül egy olyan tört tizedestört alakját szándékszunk kiszámolni, amelynek nevezőjében egy irracionális számértéket felvevő gyökkifejezés áll, akkor, lévén a gyökkifejezés közelítő értéke többjegyű, a számlálóban álló számot egy, a nevezőben álló többjegyű számmal kell osztani (a követelmények szerint általában három tizedesjegyig kell számolni a közelítő értéket); holott a tört gyöktelenített alakjában egyszerűbben végezhető el az osztás.
Például a {\displaystyle t~=~{\frac {1}{\sqrt {2}}}~\approx ~0,707106781...} törtet kiszámolva, a nevezőben álló gyök kettő értéke két tizedesjegyre 1,414, tehát {\displaystyle t~\approx ~{\frac {1}{1,414}}={\frac {1000}{1414}}}, azaz egy négyjegyű számmal kell osztani. Ugyanakkor a t-vel azonos értékű, de nevezőjében gyökjelet nem tartalmazó {\displaystyle {\frac {\sqrt {2}}{2}}} tört kiszámolásakor elegendő csak a sokkal egyszerűbb kettővel való osztást végezni: {\displaystyle t~\approx ~{\frac {1,414}{2}}}, ami technikailag is egyszerűbb, könnyebb és így gyorsabb is.

### A műveletvégzés hibájának leszorítása
Ha számológéppel számolunk, akkor a számolás fenti értelemben vett könnyűsége és időigénye a háttérbe kerül, vagy egészen jelentéktelenné válik, marad azonban egy másik probléma, a pontosságé. Az alábbi táblázatban a fent említett t tört egyre nagyobb pontossággal közelítő értékei láthatóak kétféleképp (gyökös, illetve gyöktelenített nevezőjű közelítő törttel) számolva. A gyöktelenített alakban számolt közelítések pontosabbak (kisebb a hiba). Ez a jelenség a 0-hoz közeli törtek esetében nyilvánul meg a legerősebben (az f(x) = a / x függvény „a 0 közelében ugyanis a végtelenbe tart”, azaz kis eltérés a nevező(ben lévő gyök) pontos értéktől a függvényértékek, vagyis a közelítőleg és pontosan számolt törtek értékének igen nagy eltérését, azaz a közelítés nagy hibáját is eredményezheti – míg gyöktelenített tört esetében a gyök közelítő és pontos értékének eltérése a számlálóban „manifesztálódik”, így a tört megközelítésének hibája általában kisebb, mint a gyökös része közelítésének hibája, hisz az előbbi kiszámolásakor az utóbbi még le is osztódik a nevezővel s így ált. csökken).
| pontosság         | gyökös nevezőjű tört                 | tizedestört alakja | hiba          | gyöktelenített nevezőjű tört         | tizedestört alakja | hiba          |
| ----------------- | ------------------------------------ | ------------------ | ------------- | ------------------------------------ | ------------------ | ------------- |
| egy tizedesjegy   | {\displaystyle {\frac {1}{1,4}}}     | 0,71428571…        | ≈14‰          | {\displaystyle {\frac {1,4}{2}}}     | 0,70               | ≈7‰           |
| két tizedesjegy   | {\displaystyle {\frac {1}{1,41}}}    | 0,7092198581..     | ≈2,11‰        | {\displaystyle {\frac {1,41}{2}}}    | 0,7050             | ≈2,10‰        |
| három tizedesjegy | {\displaystyle {\frac {1}{1,414}}}   | 0,70721357850..    | ≈0,1067973‰   | {\displaystyle {\frac {1,414}{2}}}   | 0,7070             | ≈0,106781‰    |
| négy tizedesjegy  | {\displaystyle {\frac {1}{1,4142}}}  | 0,707113562…       | ≈6,7813 ppm   | {\displaystyle {\frac {1,4142}{2}}}  | 0,70710            | ≈6,7812 ppm   |
| öt tizedesjegy    | {\displaystyle {\frac {1}{1,41421}}} | 0,707108562…       | ≈1,781191 ppm | {\displaystyle {\frac {1,41421}{2}}} | 0,7071050          | ≈1,781186 ppm |

Az olyan számítástechnikai motivációk, miszerint a közelítő értékekkel osztani a számológépen is nehezebb e gépek „soros bemenete” miatt – azaz valahová (akár papírra, akár a gép memóriájába) fel kell jegyezni a nevezőből eredő gyökközelítő értékeket az osztáshoz, mert a gyök kiszámítása törölné a számlálóból származó bemenetet – a tudományos kalkulátorok elterjedésével – ezek általában tartalmazzák az 1/x gombot, melynek alkalmazása ezt a nehézséget áthidalja – elvesztették jelentőségüket, de csak alapműveleteket számítani képes (esetleg memória nélküli), egyszerűbb számológépekkel rendelkezők számára mindenkor fennállnak.

### Külső hivatkozások
- Rationalizing the Denominator. Mathwords.com.